# Гаја Стојановић
Гаја (Стојана) Стојановић (Брајковача, 1877 — Скопље, 1934) био је српски јунак и двоструки витез.

## Биографија
Рођен је 15. 4. 1877. године у селу Брајковача на обронцима Дурмитора, од оца Стојана Хаковића и мајке Стане. Када је Гаја имао 11 година његов отац Стојан, иначе познати црногорски јунак, погинуо је 1888. године у борби са Турцима. Непосредно после Стојанове смрти мајка је родила и другог сина Филипа и као удовица са два сина се 1890. године преселила у Статовац, срез прокупачки. Из поштовања према погинулом мужу, променила је презиме у Стојановић и од тад ова фамилија носи то презиме.
Гаја је био прави самоук. После одслужења војног рока, био је професионални граничар и истакао се у сталним борбама са Арбанасима и Турцима на граници. Учествовао је у свим ратовима, био је више пута рањаван. Као наредник, за показану храброст на Церу и Колубари одликован је Златним војничким орденом КЗ са мачевима. Као један од најхрабријих ратника одабран је да буде у пратећом воду који је у повлачењу преко Албаније обезбеђивао српску Врховну команду и војводу Путника. После лечења у Бизерти, одлази у Гвоздени пук у чијем саставу ће се борити све до краја рата. Био је командир вода у чувеној чети поручника Милачића и као искусан ратник унапређен је у чин потпоручника. Као и његов командир Милачић, истом наредбом војводе Мишића јавно је похваљен за велико јунаштво и одликован официрским орденом КЗ са мачевима 4. реда. Одликован је овим највишим орденом за два подвига–први је пробио бугарску одбрану на Црној Реци и са својим водом избио на другу обалу и омогућио да Гвоздени пук напредује према Битољу. Други подвиг је начинио два дана касније када је бомбама уништио непријатељски митраљез и притом био тешко рањен.
Налази се на списку 10 најхрабријих официра Гвозденог пука. Био је један од ретких српских официра који је био одликован и војничким и официрским орденом КЗ са мачевима. Поред тога био је одликован са две медаље за храброст, руским орденом св. Ђорђа 3. степена и бројним другим одликовањима.
Умро је у Скопљу 29. 5. 1934. године као капетан 1. класе. Са супругом гасном имао је 6 синова и 3 кћери. Његов син Вукоје је био судија Врховног суда Србије.